# Церковь Бориса и Глеба (Коломна)

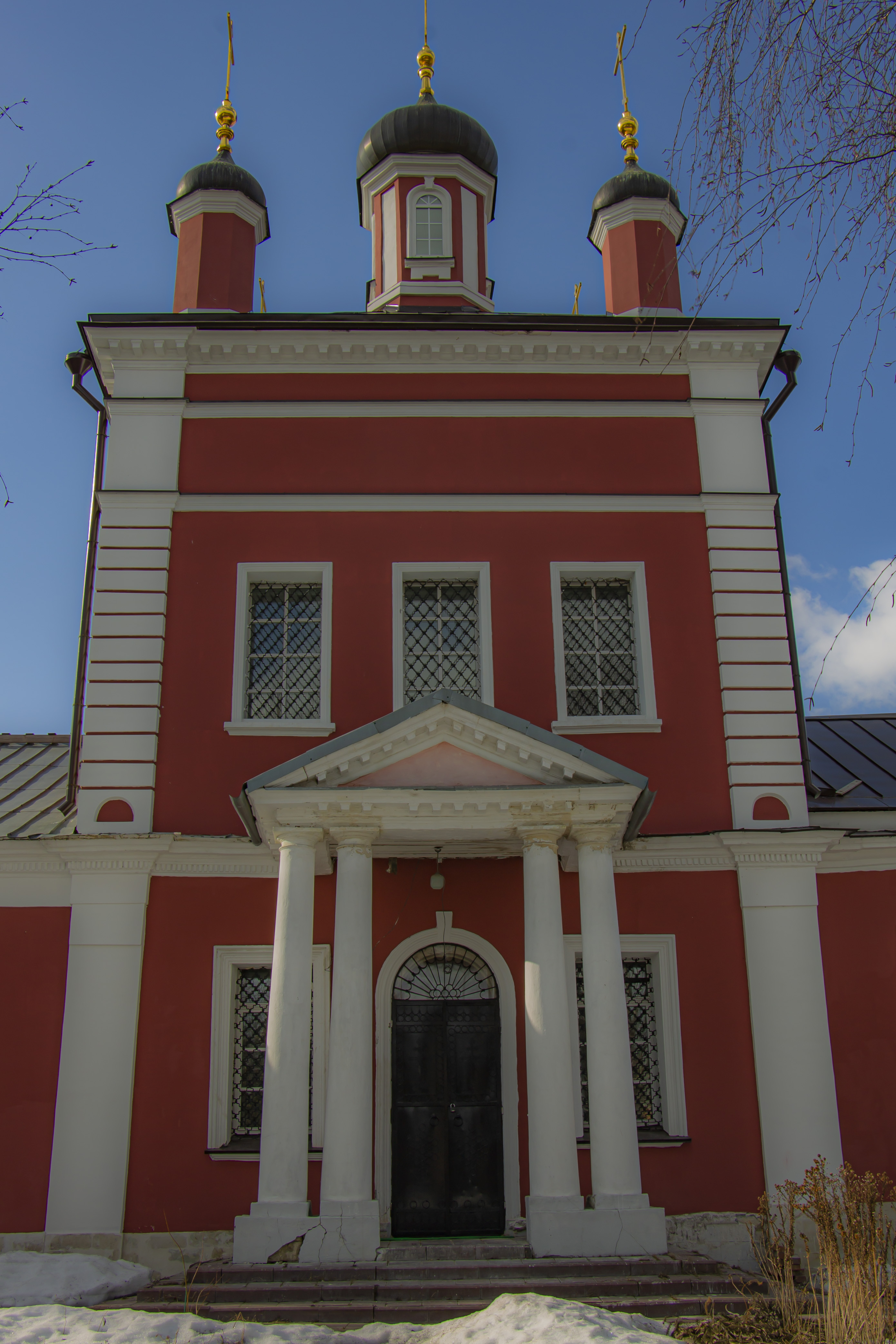
Вид церки в 2021 году.

Церковь Бориса и Глеба в Запрудах (Борисоглебский храм) — православный храм в городе Коломне Московской области. Расположен в старой части города, в Запрудах, с 2007 года ставших одним из районов города. Входит в состав 1-го Коломенского благочиния Коломенской епархии Русской православной церкви.

## История
Впервые церковь упоминается среди других церквей города в документах XVI века. До XVII века она была деревянной. Каменная церковь была построена в 1716—1726 годах неизвестным зодчим в стиле русского барокко на средства местных состоятельных жителей К. Житникова и Н. Набокова. Во второй половине XVIII века — начале XIX века здание храма было перестроено: к нему была пристроена трапезная с приделом в честь праведных Захарии и Елисаветы, родителей Иоанна Крестителя, к южному приделу пристроили крыльцо с колоннами. При храме действовала церковно-приходская школа.
Борисоглебский храм был закрыт советскими властями, в годы гонения на церковь его использовали под ремонтные мастерские и склады. В Великую Отечественную войну здесь ремонтировали танки. В послевоенные годы церковь сильно пострадала: колокольня разрушена, малые купола были снесены, настенные росписи закрасили. Были безуспешные попытки даже устроить в четверике церкви второй этаж. Затем запущенное здание все больше ветшало и разрушалось. Последним перед закрытием церкви в ней служил протоиерей Илия Остроумов — отец епископа Русской православной церкви Товии.
После распада СССР, в 1995 году, храм вернули верующим, и началось его возрождение. В 2007 году была завершена наружная отделка четверика храма. 13 мая этого же года на его купола были водружены позолоченные кресты. Позже в Захарие-Елисаветинском приделе был установлен двухъярусный резной иконостас. Осенью этого же года в церкви Бориса и Глеба стали проводить службы. В 2011—2016 годах архитекторы Дмитрий Лазарев, Константин Охотин, Станислав Орловский провели реставрационные работы. Настоятелем церкви в настоящее время является священник Алексий Трошин.
В начале XX века Борисоглебский храм посещал Фёдор Шаляпин, которому нравилась акустика храма. Рядом с церковью находился дом, в котором родился писатель Иван Лажечников, крещёный в этом храме.